# 居鲁士的教育
居鲁士的教育是古希腊雅典历史学家色诺芬创作的关于阿契美尼德王朝首位国王居鲁士二世的半虚构人物传记，约写与公元前370年左右。该作品对后世类似作品如马基雅维利的《君王论》产生了一定影响。